# Fast Local Internet Protocol
Fast Local Internet Protocol (FLIP) - "szybki, lokalny protokół sieciowy". Stworzony na potrzeby rozproszonego systemu operacyjnego Amoeba pakietowy (bezpołączeniowy) protokół komunikacyjny. Obsługuje komunikację grupową oraz zdalne wywołania procedur. Adresy protokołu FLIP identyfikują jednoznacznie procesy, a nie komputery. Skutkuje to brakiem wrażliwości tego protokołu na zmiany topologii sieciowej i bezproblemową (przezroczystą) migracją procesów między komputerami (jeśli zachodzi taka potrzeba). FLIP, w modelu OSI, jest protokołem warstwy sieciowej, podobnie jak IP.